# Перше кохання (фільм, 1921)
Перше кохання (англ. First Love) — американська комедійна мелодрама режисера Моріса Кемпбелла 1921 року.

## У ролях
- Констанс Бінні — Кетлін O'Доннелл
- Ворнер Бакстер — Дональд Холлідей
- Джордж Вебб — Гаррі Стентон
- Бетті Шод — Іветт де Вонн
- Джордж Хернандез — Тед O'Доннелл
- Фанні Міджлі — місіс O'Доннелл
- Едвард Джобсон — Пітер Холлідей
- Дороті Гордон — Елсі Едвардс